# Michelle Janine Howard
Michelle Janine Howard   (March Air Reserve Base, 30 d'abril de 1960) és una ex oficial de la Marina dels Estats Units. Va ser la primera dona que es va convertir en un almirall de 4 estrelles, i la primera afroamericana a comandar un vaixell de la Marina dels EUA. El juliol de 2014, es va convertir en la primera dona afroamericana nomenada vicepresidenta de les operacions navals. Es va retirar de la seva carrera militar als 35 anys, el desembre de 2017. Imparteix classes de seguretat cibernètica i política internacional a la Universitat George Washington. L'1 de març de 2019 va ser nomenada membre de la junta d'IBM.